# Томанович, Никола
Никац из Ровины или Никола Томанович (серб. Никац од Ровина — Никола Томановић) — знаменитый герой Черногории, родился в Ровине, племя Цуце. Томановичи переехали из Кучей в Цуце в XVI веке. Негош написал песнь о смерти Никаца из Ровины, что говорит о смерти Николы около 1755 года, но некоторые историки считают, что он погиб в 1776 году.
Никола жил во времена владыки Данилы, владыки Саввы и владыки Василия.
Никола освободил Никшич от турецкого хараджа, капитана Хамзы. Никола наводил ужас на турок, и Хамза приказал Якшару Бабичу, вместе с его войском, украсть крупный рогатый скот Николы. Рано утром, Бабич и Томанович встретились в поле и в одно и то же время спустили курки. Оба пали замертво.
Негоши хотели ууредить медаль за храбрость в его честь, как величайшему герою Черногории. Однако сенаторы Филипп Джурашкович и Стеван Перков Вукотич (отец Петра Вукотича) предложили, назвать медаль в честь Милоша Обилича, так как Обилич убил правителя, а Томанович пашу. Поэтому медаль называется Медаль Обилича за героизм.